# 颱風桑達 (2016年)
颱風桑達（英語：Typhoon Songda，國際編號：1620，聯合颱風警報中心：WP232016）為2016年太平洋颱風季第20個被命名的風暴。「桑達」（Sông Đà）一名由越南提供，是越南北部第一大河，沿自中國紅河的一條支流，有眾多具水力發電潛力的瀑布。
對於上一次使用桑達一名是在2011年太平洋颱風季的時候，當時的桑達造成損失約2億8700萬美元，亦是當年以氣壓為計的最強颱風。桑達是2016年太平洋颱風季第一個從中太平洋越過國際日期變更線、進入西北太平洋範圍後發展的熱帶氣旋。當桑達移入西北太平洋，加上在較遠的地方以較慢的地方發展，使其有較多的空間增強，然後更向著西北偏西移動，並且在強度上不斷地加強，最後成為成熟的颱風。之後，它移至日本西方海面附近後開始轉向折返，但由於緯度高、温度低，不多久已經減弱並轉化成温帶氣旋，其雲帶再次移回中太平洋。

## 發展過程
2016年10月4日，位於中太平洋的熱帶擾動94C越過國際日期變更線進入西北太平洋範圍，因此改由日本氣象廳（JMA）發報，而日本氣象廳將其評定為熱帶低氣壓。在10月8日，聯合颱風警報中心將其升格為熱帶性低氣壓，並且給予編號23W。日本氣象廳發佈了4天6小時的烈風警報(GW)，打破有紀錄以來最長的烈風警報，最終於10月8日20時升格為熱帶風暴，並命名為「桑達」。10月9日晚桑達開始爆發增強，中國國家氣象中心於當晚20時將桑達升為強熱帶風暴，次日下午14時將桑達升格為颱風，更於3小時後(下午17時)將桑達升格為强颱風。桑達在10日至12日間維持強颱風強度，然而12日桑達開始並入西風帶，強度減弱並開始快速向東偏北方向移動，13日早晨減弱為颱風並且移動速度達到驚人的90km/h，再次靠近國際日期變更線，並逐漸轉化為溫帶氣旋。中國國家氣象中心於當日下午15時認定桑達已轉化為溫帶氣旋並對其停止編號。此後已轉化為溫帶氣旋的桑達越過國際日期變更線，並向太平洋東岸靠近，影響加拿大和美國的西岸。當地吹烈風至暴風，陣風更達12-13級，達颶風。此外，溫帶氣旋更為當地帶來暴雨。

## 外部連結
| 太平洋颱風季             |
| 主題頁 - 專題 - 編輯指南 |

- （英文）颱風2000：各氣象部門對桑達的預測路徑集合 （页面存档备份，存于）
- （英文）美國太空總署：相關資料 （页面存档备份，存于）
- （日語）日本氣象廳：數位颱風網資料（日文版 （页面存档备份，存于）、英文版 （页面存档备份，存于））、1620最佳路徑數據（日文版 （页面存档备份，存于）、英文版 （页面存档备份，存于））、2016年熱帶氣旋最佳路徑圖（日文版 （页面存档备份，存于）、英文版 （页面存档备份，存于））、2016年熱帶氣旋最佳路徑數據 （页面存档备份，存于）、《2016年熱帶氣旋年刊》 （页面存档备份，存于）
- （英文）美國聯合颱風警報中心：23W路徑數據 （页面存档备份，存于）、桑達路徑圖、《2016年熱帶氣旋年刊》 （页面存档备份，存于）
- （英文）美國海軍研究實驗室：23W檔案[]
- （简体中文）中國國家氣象中心：2016年熱帶氣旋最佳路徑數據 （页面存档备份，存于）
- （繁體中文）臺灣交通部中央氣象局：颱風資料庫——桑達、桑達最佳路徑圖
- （繁體中文）香港天文台：2016年10月熱帶氣旋概述 （页面存档备份，存于）、《2016熱帶氣旋年刊》 （页面存档备份，存于）